# قانون تابعیت بلژیک
قانون تابعیت بلژیک (انگلیسی: Belgian nationality law) شرایطی را که طبق آن یک فرد دارای تابعیت بلژیک است، ارائه می‌دهد و بر پایه ترکیبی از اصل خون و اصل خاک می‌باشد.
تابعیت بلژیکی، هم ردیف موقعیت شهروند بلژیک است. تابعیت و شهروندی در بلژیک مترادف هم تلقی می‌شوند؛ بین این دو اصطلاح هیچ تفاوتی وجود ندارد. تعداد بسیار زیادی از بلژیکی‌هاُ شهروند بلژیک هستند.

## تاریخچه
قبل از-۱۹۸۴
از لحاظ تاریخی، تابعیت بلژیک بر اساس قانون ۱۴ دسامبر ۱۹۳۲ تعیین می‌گردید. این قانون توسط قوانینی که در سال‌های ۱۹۵۱، ۱۹۶۱، ۱۹۶۴، ۱۹۶۵ و ۱۹۶۷ تصویب گردید، اصلاح شد.
بعد از-۱۹۸۴
در اوایل دههٔ ۱۹۸۰، دولت بلژیک متعهد گردید اصلاحات جامعی را در قانون تابعیت بلژیک انجام دهد.